# 김경형
김경형은 대한민국의 영화 감독이자 각본가이다. 2003년 《동갑내기 과외하기》로 상업 영화계에 데뷔했다. 영화 감독 데뷔 전, TV 드라마 작가로 활동하며 《걸어서 하늘까지》 등을 집필했다. 2009년 서울종합예술학교 영상미디어예술학부 교수로 임용되었다.

## 작품 목록

### 감독
- 《푸른옷》 (1989년, 단편)
- 《숲》 (2000년, 단편)
- 《동갑내기 과외하기》(2003년)
- 《라이어 (2004년 영화)》 (2004년)
- 《세 개의 거울》중 〈스모크?〉(2013년, 옴니버스 단편)
- 《우주의 크리스마스》 (2015년)

### 각본
- 《걸어서 하늘까지》(1993년, MBC)
- 《세상은 내게 모든 것을 가지라 한다》 (1993년, SBS)